# ماساتو كاتو
ماساتو كاتو (باليابانية: 加藤正人 ) (و. 1963  م) هو كاتب سيناريو، ورسام رسوم متحركة، ومطور ألعاب فيديو ياباني.

## روابط خارجية
- ماساتو كاتو على موقع IMDb (الإنجليزية)
- ماساتو كاتو على موقع ميوزك برينز (الإنجليزية)
- ماساتو كاتو على موقع ديسكوغز (الإنجليزية)
- ماساتو كاتو على موقع قاعدة بيانات الفيلم (الإنجليزية)